# Piec Achesona

Piec Achesona

Piec Achesona – oporowy piec elektryczny stosowany do grafityzacji wyrobów węglowych w celu nadania im struktury krystalicznej grafitu. Są to m.in., kształtki węglowe o nieregularnych wymiarach i przekrojach, oraz grafit reaktorowy do periodycznej grafityzacji. Proces ten opiera się na metodzie wytwarzania sztucznego grafitu opatentowanej w roku 1896 przez Edwarda Goodricha Achesona.

## Budowa
Piec tworzy koryto o dwóch ruchomych ścianach bocznych z bloków ognioodpornych i bloków betonowych oraz dwóch stałych ścian czołowych będących betonowymi głowicami z elektrodami grafitowymi. Dno wykłada się piaskiem, blokami koksowymi a szczeliny wypełnia się koksem drobnym. Całość zamykana jest płytami betonowymi i izolowana węglikami krzemu, koksem, piaskiem, trocinami. Ściany boczne posiadają otwory do odprowadzania tworzących się gazów. Rdzeń pieca tworzą wyroby poddawane grafityzacji. W dużych piecach rdzeń osiąga rozmiary 2,5 × 2,5 m i długość ok. 40 m. Piec może być zasilany prądem stałym lub przemiennym.

## Działanie
Proces grafityzacji przeprowadzany jest w temperaturze ok. 2500–3000 °C. W trakcie trwania grafityzacji z wyrobów ulatniają się całkowicie tlenki metali – pozostałość jest czystym grafitem z wykształconą strukturą krystaliczną. Piec może mieć pojemność od 0,5 do 150 ton (moc od 0,5 do 15 MW). Cykl wypalania trwa, zależnie od wielkości pieca, 15 do 24 dni, w tym od 10 do 70 h przy włączonym prądzie. Postęp wypalania szacuje się na podstawie zużytej energii, której tempo zużycia wynosi od 3000 do 6500 kWh/t. W miarę stygnięcia pieca rozbiera się go. Zasypkę izolacyjną zdejmuje się po obniżeniu temp. poniżej 600 °C.